# Campanula alliariifolia
Campanula alliariifoliaes una planta de la familia de las campanuláceas. 

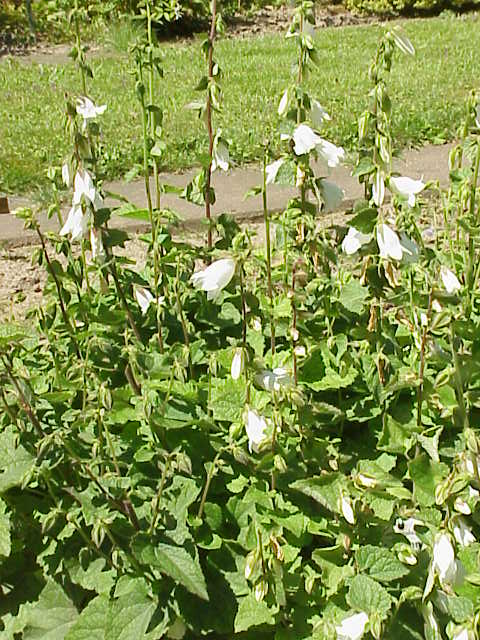
Planta

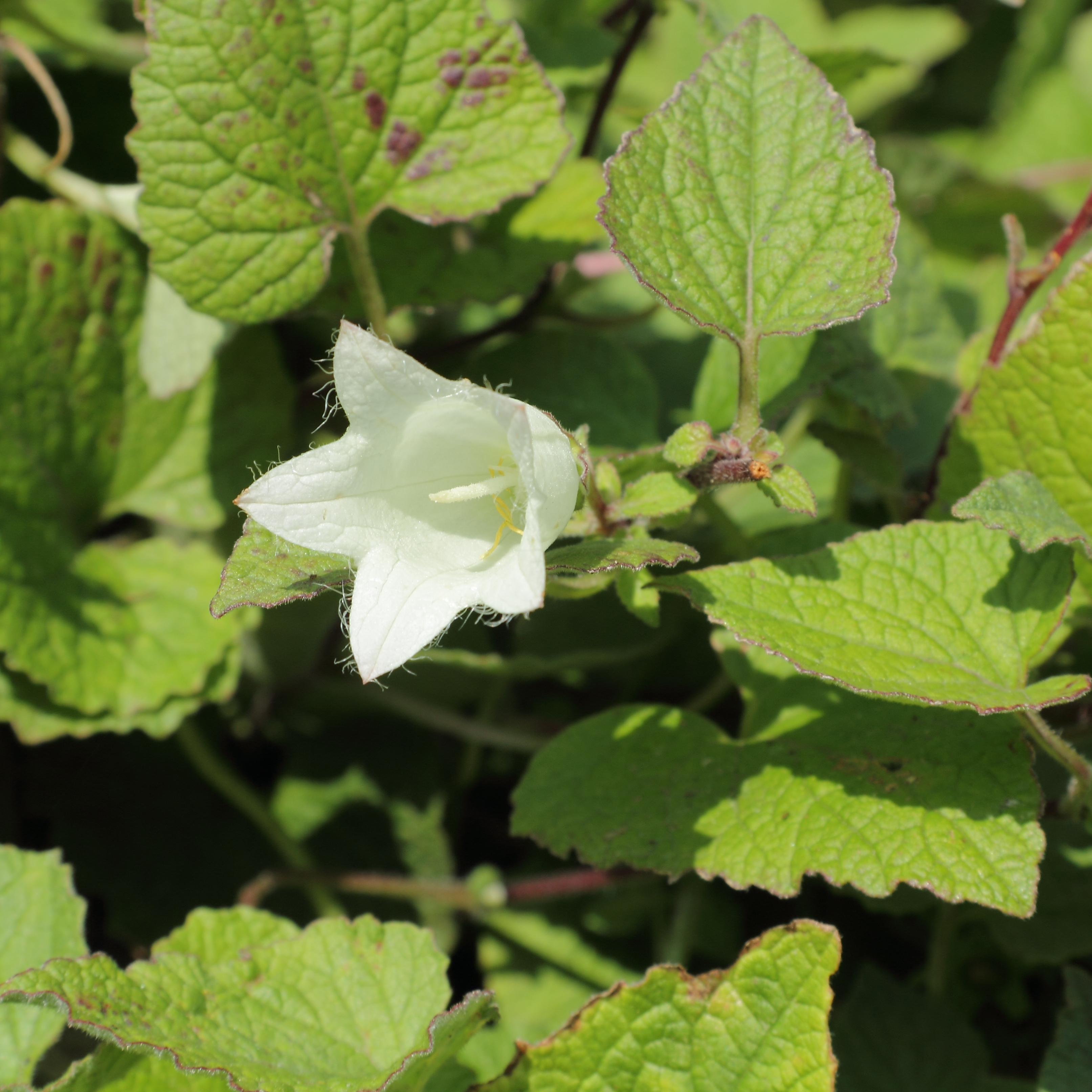
Detalle de la planta

## Descripción
Se trata de una vigorosa planta herbácea perennifolia, con hojas con forma de corazón, dentadas, de color gris, vellosas y basales que miden 8 cm de largo. Tiene la flor en forma de campana tubular de color blanco, que miden 2 cm de largo con pétalos puntiagudos.

## Distribución
Es originaria de la región del Cáucaso y Turquía, y se cultiva como planta ornamental.

## Taxonomía
Campanula alliariifolia fue descrita por Carl Ludwig Willdenow y publicado en  Species Plantarum. Editio quarta 1: 910.
Etimología
Campanula: nombre genérico diminutivo del término latíno campana, que significa "pequeña campana", aludiendo a la forma de las flores.
alliariifolia: epíteto compuesto latino que significa "con hojas de Alliaria.
Sinonimia
- Medium alliariifolium (Willd.) Spach[5][6]
- subsp. alliariifolia
- Campanula gundelia K.Koch
- Campanula kirpicznikovii Fed.
- Campanula lamiifolia Adam
- Campanula lamiifolia M.Bieb.
- Campanula lamiifolia var. macrophylla (Sims) A.DC.
- Campanula leskovii Fed.
- Campanula macrophylla Sims
- Campanula makaschvilii E.A.Busch
- Campanula ochroleuca (Kem.-Nath.) Kem.-Nath.
- Campanula ochroleuca var. alpestris (Kem.-Nath.) Kem.-Nath.
- Campanula ochroleuca var. rupestris (Kem.-Nath.) Kem.-Nath.
- Campanula ochroleuca var. silvatica (Kem.-Nath.) Kem.-Nath[7]
- subsp. letschchumensis (Kem.-Nath.) Ogan.
- Campanula letschchumensis Kem.-Nath.[8]